# ایکدا، ناگانو
ایکدا، ناگانو (به لاتین: Ikeda, Nagano) یک منطقهٔ مسکونی در ژاپن است که در استان ناگانو واقع شده‌است. ایکدا ۴۰٫۱۶ کیلومترمربع مساحت و ۹٬۹۰۹ نفر جمعیت دارد.